# Маскара (град)
Вижте пояснителната страница за други значения на Маскара.
Маскара (на арабски: معسكر, Мааскар, Муаскар) е град в Северозападен Алжир, административен център и в състава на област Маскара, околия Маскара, община Маскара.

## География
Разположен е на река Хобра. Отстои на 65 км от Релизан, 90 км от Сиди Бел Абес, 105 км от Оран, 80 км от Сайда.
Населението на града е 108 629 жители (простиращ се и извън своята община), а на общината е 108 587 души (преброяване, 14 април 2008).

## История
Град Маскара е основан през 1701 година. Бил е военен гарнизон на Османската империя, от което идва името му Маскара – вероятно със значение на място на войски.
През 1832 година Маскара става столица на независим Алжир при емир Абд ел-Кадер, след като гр. Алжир - столица на васалната османска държава Алжир, е превзет от Франция. През 1835 година градът е разрушен от френски войски, а през 1841 година установяват пълен контрол над него.
На 18 август 1994 г. Маскара е разтресена от земетресение с магнитуд 5,6 по скалата на Рихтер, погубило 171 жители на града.

## Икономика
Градът е административен, икономически център – промишлен, търговски и транспортен. В него се произвеждат кожени изделия, зехтин и вино, в района се отглежда зърно.
Маскара има добри автомобилни и железопътни връзки с по-големите градове в Алжир. Има и летище.

## Забележителности
Маскара има 2 части: по-нова (френска) и стара (мюсюлманска). Има останки от крепостни укрепления.

## Побратимени градове
- Елкадер, Айова, САЩ
- Западна Сахара Тифарити, Западна Сахара
- Бургас, България
- Бурса, Турция